# Deli an der Schillingbrücke

Deli an der Schillingbrücke

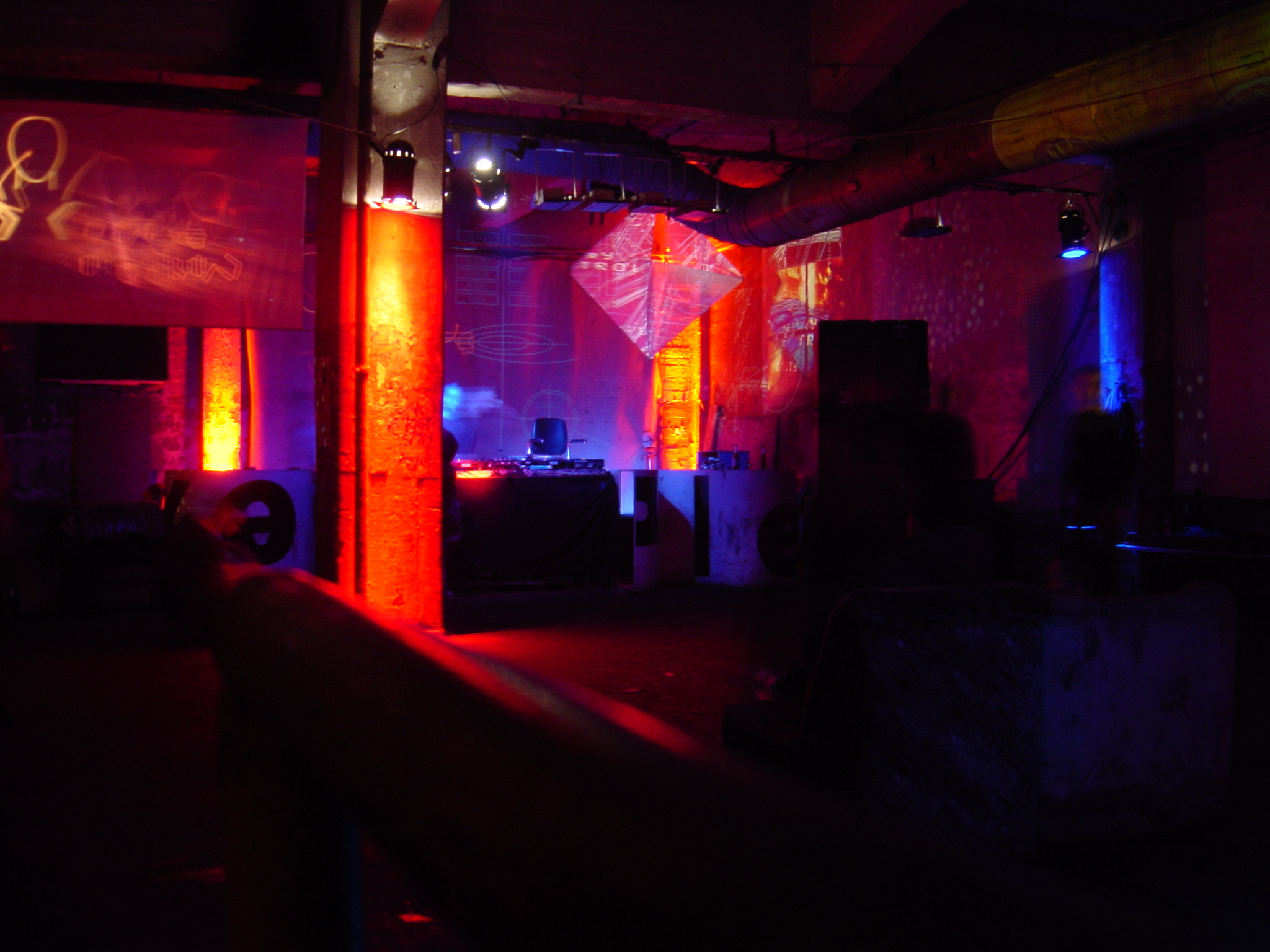
Blick auf die Tanzfläche

Das Deli an der Schillingbrücke war ein Techno-Club in Berlin, der sich insbesondere Minimal Techno und Minimal House widmete. Er befand sich am Stralauer Platz 34/35, gegenüber dem Ostbahnhof in einer Industriehalle am rechten Spree-Ufer neben der Schillingbrücke. Er entstand Ende der 1990er Jahre und zeichnete sich besonders durch das Zusammenspiel von familiärer Atmosphäre und rohem Industrieambiente aus.
Betrieben wurde der Club vom Deli e. V., der sich neben verschiedenen Tanzveranstaltungen und Konzerten auch mit Kunst- und Theaterprojekten befasste.
Im Jahr 2002 bekam das Deli Probleme mit den Behörden und musste nach einer Razzia am 23. März 2002 schließen. Im Mai hatte es nochmals für die Theateraufführung Don Quijotes Doppelgänger geöffnet. Ende 2002 zog das Maria am Ostbahnhof in die Lagerhalle, die dafür entsprechend geltender Brandschutzbestimmungen umgebaut werden musste.
Als besonderes Merkmal des Clubs galten der Chill-Out-Bereich mit einer großen, offenen Feuerstelle und die allsonntäglichen After-Hour-Veranstaltungen.

## Geschichte des Gebäudes
Die Halle wurde in den 1920er Jahren direkt am Spreeufer gebaut und diente als Gaswerk einer ehemaligen Gasfabrik und als Lager für Bauteile. Mit dem Bau der Berliner Mauer befand sie sich direkt im Grenzbereich, auch „Todesstreifen“ genannt, weswegen die zur Spree hinabführenden Stufen zu dieser Zeit zugemauert waren. Grenzbeamte sollen die Halle vermutlich als Lager genutzt und im Keller einen Bunker gebaut haben.